# Fairey Aviation Company
Die Fairey Aviation Company war ein britischer Flugzeughersteller. Bekanntheit erlangte das 1915 gegründete Unternehmen durch den Torpedobomber Fairey Swordfish.
Nach dem Zweiten Weltkrieg begann Fairey mit der Entwicklung von Flugschraubern. 1960 vereinigte sich das Unternehmen mit Westland Aircraft.

## Geschichte
Fairey Aviation wurde im Jahre 1915 von Charles Richard Fairey (später Sir Richard) (* 1887, † 30. September 1956 in London) gegründet. Charles Fairey war ursprünglich Chefkonstrukteur im Flugzeugunternehmen der Gebrüder Short. In der Anfangszeit seines Unternehmens baute er für seine früheren Arbeitgeber deren Wasserflugzeuge.
Mit dem Wasserflugzeug Campania entwickelte Fairey seine erste eigene erfolgreiche Maschine, es folgten weitere Konstruktionen wie die Fairey III, Albacore oder Barracuda. Mit der Swordfish gelang dem Hersteller das erfolgreichste Flugzeug in der Firmengeschichte.
Nach einigen erfolgreichen Versuchen mit dem Flugschrauber Gyrodyne – einem per Rotor senkrecht startenden Hubschrauber, der im Horizontalflug zusätzlich von einem konventionell an einer Tragfläche angebrachten Propeller angetrieben wurde – entstand bei Fairey der Kombinationsflugschrauber Rotodyne (Erstflug November 1957).
Durch den Übergang von Faireys Unternehmen in den Westland-Konzern im Jahre 1960 und den damit verbundenen Problemen zahlte die britische Regierung zunächst zugesicherte Darlehen für das Projekt Rotodyne nicht, und es wurde eingestellt.
Nach der Vereinigung mit Westland war das Unternehmen unter dem Namen Fairey weiterhin im Bereich Luftfahrtentwicklungen tätig. Im Mai 2001 wurde der Name Fairey Group in Spectris geändert; dieses Unternehmen ist nunmehr ein Anbieter elektronischer Kontrollsysteme.

### Fairey Marine Ltd
Charles Fairey besaß in den 1930er Jahren zusammen mit einem anderen britischen Luftfahrtpionier, Thomas Sopwith, ein gemeinsames Segelboot. Beide verbrachten viel Zeit damit, dieses Boot zu verbessern und schneller zu machen. Dies veranlasste Fairey, Ende der 1940er-Jahre die Firma Fairey Marine Ltd zu gründen, die Segelboote produzierte.
Viele der Bootstypen hatten mit einigen der Flugzeugtypen gleichlautende Namen, z. B. Firefly, Albacore, Swordfish, Atalanta oder Fulmar.

## Bekannte Fairey-Muster (chronologisch nach Erstflug sortiert)
- Fairey Hamble Baby (Erstflug 1917)
- Fairey Campania (Erstflug 1917)
- Fairey F.2 (Erstflug 1917)
- Fairey N9
- Fairey III (Doppeldecker, auch Wasserflugzeug, trägergestütztes einmotoriges Jagdflugzeug, Erstflug 1917, bis 1932 in verschiedenen Versionen gebaut)
- Fairey Pintail (Erstflug 1920)
- Fairey Flycatcher (Doppeldecker, trägergestütztes einmotoriges Jagdflugzeug, Erstflug November 1922)
- Fairey Firefly I (Erstflug 1925)
- Fairey Fawn (Erstflug 1923, bis 1926 70 Maschinen für die RAF)
- Fairey Atalanta
- Fairey N.4 Titania
- Fairey Freemantle (Langstrecken-Wasserflugzeug, Erstflug 1925)
- Fairey Fox (Doppeldecker, Bomber, Erstflug 1925, nur 28 Maschinen für die RAF)
- Fairey Long-range Monoplane (Rekordflugzeug, Erstflug 1928, 1931 2. Maschine)
- Fairey Firefly II (Erstflug 1929)
- Fairey Fleetwing (Erstflug 1929, ein Prototyp, in Konkurrenz zur Hawker Osprey)
- Fairey Ferret
- Fairey Seal (Doppeldecker, Torpedobomber und Aufklärungsflugzeug, auch Wasserflugzeug, Erstflug 1930)
- Fairey Gordon (Erstflug 1931, bis 1934 207 Neubauten, dazu Umbauten aus Fairey IIIF)
- Fairey Hendon (zweimotoriger Nachtbomber, Erstflug 1931, 14 Serienmaschinen 1936/37)
- Fairey Swordfish (Doppeldecker, trägergestützter, einmotoriger Torpedobomber, Aufklärer und U-Boot-Jagdflugzeug, Erstflug 17. April 1934)
- Fairey Fantôme (einsitziges Jagdflugzeug, Erstflug 1935)
- Fairey Battle (Tiefdecker, einmotoriger, leichter Bomber, Erstflug 10. März 1936, 2185 Maschinen bis Ende 1940 gebaut)
- Fairey P.4/34 (Erstflug 1937)
- Fairey Albacore (Doppeldecker, einmotoriger, trägergestützter Torpedobomber, Aufklärungs- und Beobachtungsflugzeug, Erstflug Dezember 1938)
- Fairey Seafox (Wasserflugzeug, Aufklärungsflugzeug, Erstflug 1936)
- Fairey Fulmar (trägergestütztes Jagdflugzeug, Erstflug 13. Januar 1937)
- Fairey Barracuda (trägergestützter einmotoriger Torpedo- und Sturzkampfbomber, 7. Dezember 1940)
- Fairey Firefly (Tiefdecker, trägergestütztes, einmotoriges Jagdflugzeug, Erstflug 22. Dezember 1941)
- Fairey Spearfish (Sturzkampfbomber, Erstflug 5. Juli 1945)
- Fairey Primer (Schulflugzeug, Erstflug 1948)
- Fairey Gyrodyne (Helikopter, Erstflug 1947)
- Fairey Gannet (trägergestütztes, einmotoriges U-Boot-Jagdflugzeug, Erstflug 19. September 1949)
- Fairey F.D.1 (Experimentalflugzeug, Deltaflugzeug, Erstflug 1950)
- Fairey Delta 2, auch Fairey Type V (Experimental- und Rekordflugzeug für Überschall, Deltaflugzeug, einmotoriger Jet, Erstflug 6. Oktober 1954)
- Fairey Jet Gyrodyne (Gyrodyne, Erstflug 1954)
- Fairey Ultra-light Helicopter (Erstflug 1955)
- Fairey Rotodyne (Flugschrauber, Erstflug 6. November 1957)